# Værøya
Værøya est une île des îles Lofoten, située dans la municipalité norvégienne de Roan.